# Колібрі-білозір пустельний
Колі́брі-білозі́р пустельний (Calothorax lucifer) — вид серпокрильцеподібних птахів родини колібрієвих (Trochilidae). Мешкає в США і Мексиці.

## Опис

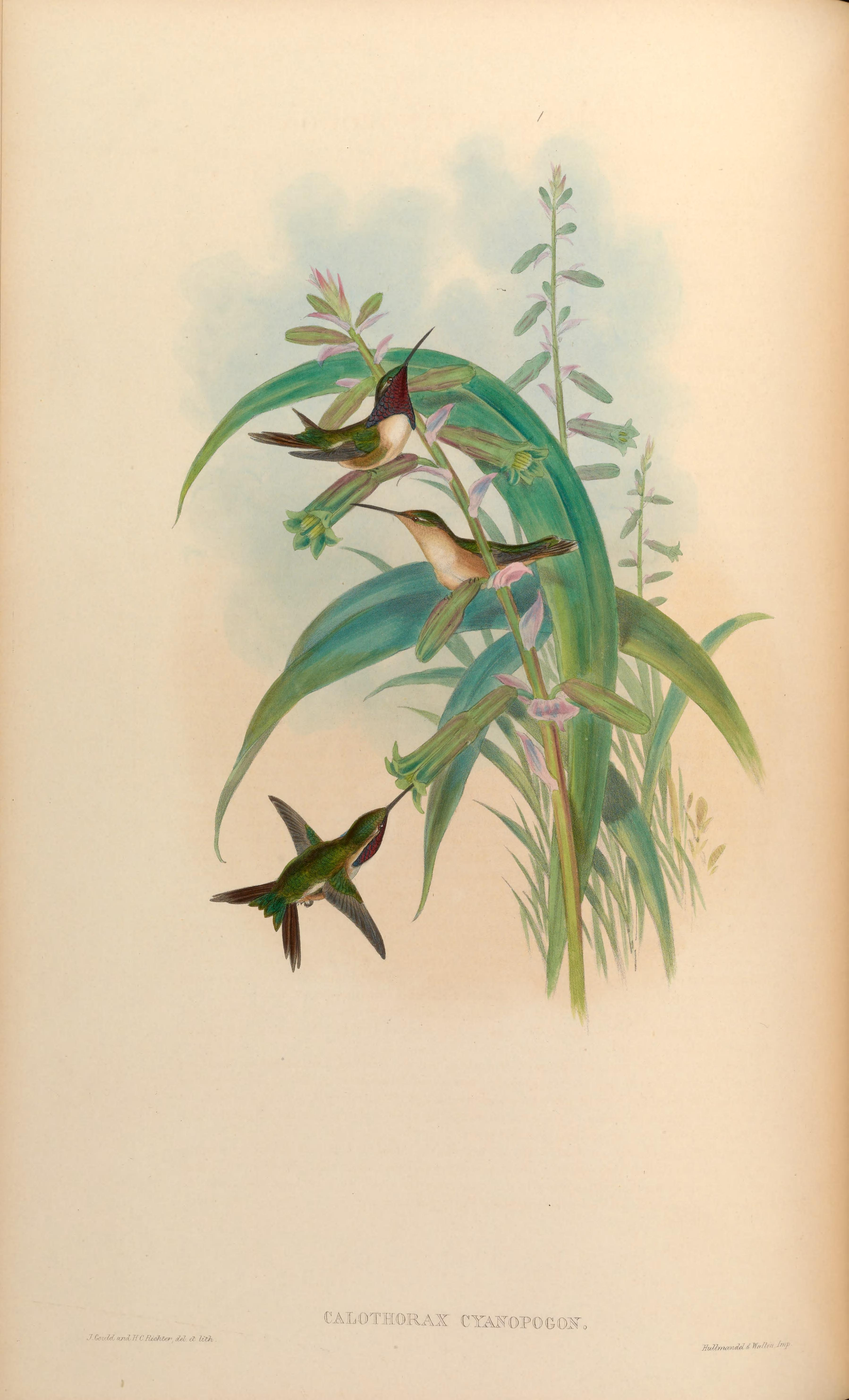
Пустельні колібрі-білозори

Довжина птаха становить 9-10 см, вага 2,9-3,5 г. У самців передня частина голови темно-зелена, верхня частина тіла зелена, блискуча. Хвіст довгий, роздвоєний, крайні стернові пера видовжені, вузькі, чорні, центральні стернові пера короткі, чорні. На горлі широкий пурпуровий, райдужний "комір", з боків і знизу окаймлений вузькими білими смугами, які ідуть до очей. Решта нижньої частини тіла зелена, знизу з боків поцяткована рудувато-коричневими плямками. Дзьоб довгий, вигнутий, чорний.
У самиць верхня частина тіла така ж, як у самців. Райдужна пляма на горлі у них відсутня, нижня частина тіла блідо-охристо-коричнювата, центральна частина живота біла. За очима вузькі світлі смуги, груди з боків поцятковані дрібними зеленими плямками. Хвіст роздвоєний, центральні стернові пера коричневі, крайні стернові пера зелені.

## Поширення і екологія
Пустельні колібрі-білозори гніздяться на південному заході Сполучених Штатів Америки, на південному заході Техасу, крайньому південному заході Аризони і на південному заході Аризони, а також на півночі і в центрі Мексики, зокрема на небесних островах Мадре на півночі Західної Сьєрра-Мадре. Північні популяції у жовтні-листопаді мігрують на південь, до Центральної Мексики, і повертаються на північ у березні-квітні. Пустельні колібрі-білозіри живуть в пустелях і напівпустелях, в сухих чагарникових і кактусових заростях, в сухих рідколіссях, в каньйонах і на посушливих гірських схилах. Зустрічаються переважно на висоті від 1100 до 1170 м над рівнем моря.
Пустельні колібрі-білозори живляться нектаром різноманітних квітучих трав'янистих рослин, чагарників, кактусів і дерев, а також дрібними комахами і павуками, яких ловлять в польоті. В Техасі вони віддають перевагу нектару Penstemon havardii, Castilleja lanata, Anisacanthus linearis, іноді також Agave havardiana, в Мексиці — нектару Bouvardia caracasana, Erythrina corallodendron, Opuntia, Salvia mexicana, Mirabilis jalapa. Самці захищають кормові території.
Сезон розмноження у пустельних колібрі-білозорів в ексиці триває з травня по вересень, а в Техасі з квітня по серпень, іноді з травня або червня, коли починаються літні дощі. В цей час самці виконують демонстраційні польоти, приваблюючи самиць. Гніздо чашоподібне, робиться з рослинного пуху, листя і павутиння, розміщується в чагарниках або кактусах, що ростуть на сухих, кам'янистих схилах, часто поблизу струмків. В Техасі гнізда зазвичай розміщуються в заростях Centaurea mexicana або Argemone mexicana. В кладці 2 яйця. Інкубаційний період триває 15 днів. Пташенята покидають гніздо через 19-24 дні після вилуплення, однак залишаються поблизу гнізда протягом 2-3 тижнів. В Мексиці за сезон може вилупитися 2 виводки.